# Symphonie no 2 de Richard Strauss
Pour les articles homonymes, voir Symphonie no 2.
La Symphonie no 2 en fa mineur a été écrite par Richard Strauss entre 1883 et 1884. Elle est parfois simplement appelée Symphonie en fa mineur. Le compositeur lui a donné le numéro d'opus 12. Elle est référencée dans d'autres catalogues comme TrV 126 et Hanstein A.I.2. Elle ne figure pas dans le catalogue d'Asow.

## Historique
La symphonie a été créée par Theodore Thomas conduisant l'Orchestre philharmonique de New York le 13 décembre 1884. La première en Europe a eu lieu en octobre 1885 avec Strauss tenant la baguette (lors de ce concert, il a été le soliste du Concerto pour piano no 24, K. 491 de Mozart, avec une cadence écrite par lui),. En 1887, il l'a rejouée avec l'Orchestre du Gewandhaus de Leipzig.

## Structure
La symphonie est écrite en quatre mouvements de manière traditionnelle, mais le scherzo est joué avant le mouvement lent :
1. Allegro ma non troppo, un poco maestoso, fa mineur, 2/4
2. Scherzo : Presto, la bémol majeur, 3/4 avec un Trio en do mineur
3. Andante cantabile, do majeur, 3/8
4. Finale: Allegro assai, molto appassionato, fa mineur alternant avec fa majeur

Durée : environ 45 minutes
Le premier mouvement est un allegro de forme sonate avec trois thèmes. Le scherzo a été réussi. Il a du être bissé deux fois lors d'un concert donné par Strauss à Milan en 1887. Un motif de transition aux cuivres introduit le mouvement lent lyrique. Le thème principal du quatrième mouvement est une mélodie agitée au-dessus d'un trémolo des cordes.

## Orchestration
| Instrumentation de la symphonie en fa mineur                         |
| Cordes                                                               |
| premiers violons, seconds violons, altos, violoncelles, contrebasses |
| Bois                                                                 |
| 2 flûtes, 2 hautbois, 2 clarinettes en si, 2 bassons                 |
| Cuivres                                                              |
| 4 cors en fa, 2 trompettes en fa et ut, 3 trombones , 1 tuba         |
| Percussions                                                          |
| timbales                                                             |

## Enregistrements
Strauss a enregistré certaines de ses compositions, mais pas cette symphonie. Les quelques rares chefs qui ont enregistré cette symphonie sont Michael Halász (en), Neeme Järvi, Hiroshi Wakasugi. Une version pour deux pianos a aussi été enregistrée.

## Source de la traduction
- (en) Cet article est partiellement ou en totalité issu de l’article de Wikipédia en anglais intitulé « Symphony No. 2 (Strauss) » (voir la liste des auteurs).